# 普卡卡薩山 (利爾凱區)
13°07′27″S 74°46′19″W / 13.12417°S 74.77194°W
普卡卡薩山（Puka Q'asa），是秘魯的山峰，位於該國中南部萬卡韋利卡大區，由安拉賴斯省的利爾凱區負責管轄，屬於安地斯山脈的一部分，海拔高度4,600米。